# سد تنظیمی (دزفول)

سد تنظیمی دزفول و تفریحگاه علی کله

سد تنظیمی دزفول یا سد علی کله به منظور کنترل و تنظیم آب خروجی سد دز بر مبنای ۲۰۰ مترمکعب بر ثانیه در شبانه روز و عبور جریان سیلابی معادل ۶۰۰۰ مترمکعب بر ثانیه در ۴٫۵ کیلومتری شمال پل قدیم طراحی شده است.
وسعت دریاچه آن ۳۳۱ هکتار و حجم مخزن آن ۱۴ میلیون متر مکعب در ارتفاع ۱۳۵٫۲ متر نسبت به سطح دریای آزاد می‌باشد طول آن ۱۳۶ متر و ارتفاع آن ۲۰ متر است و دارای یک دریچه تخلیه رسوب با ابعاد ۱۲٫۸ * ۵٫۶ متر جهت عبور جریان حداکثر ۵۵۱ مترمکعب بر ثانیه و تعداد ۶ دریچه سرریز برای عبور سیلابها با ابعاد ۱۵*۵٫۳۹ متر که هر کدام برای عبور جریان حداکثر ۷۴۶ مترمکعب بر ثانیه طراحی و ساختمان شده است.